# Porphyroglottis
Porphyroglottis là một chi thực vật có hoa trong họ, Orchidaceae.